# Kępa (Tomaszów Mazowiecki)
Kępa – część miasta Tomaszowa Mazowieckiego w województwie łódzkim, w powiecie tomaszowskim, położona na prawym brzegu Pilicy. Rozpościera się w rejonie ulic Białobrzeskiej i Krawieckiej.

## Historia
Kępa to dawna wieś. W latach 1867–1954 należała do gminy Unewel w powiecie opoczyńskim, początkowo w guberni kieleckiej, a od 1919 w woj. kieleckim. Tam 4 listopada 1933 weszła w skład gromady o nazwie Kępa w gminie Unewel, składającej się z: wsi Kępa, budki kolejowej Białobrzegi i domu kolejowego Białobrzegi. 1 kwietnia 1939 wraz z resztą powiatu opoczyńskiego została włączona do woj. łódzkiego.
Podczas II wojny światowej Kępa została włączona do Generalnego Gubernatorstwa (dystrykt radomski, powiat tomaszowski), nadal jako gromada w gminie Unewel, licząca w 1943 roku 137 mieszkańców. Po wojnie początkowo w województwie łódzkim, a od 6 lipca 1950 ponownie w województwa kieleckim, jako jedna z 14 gromad gminy Unewel w reaktywowanym powiecie opoczyńskim.
W związku z reformą znoszącą gminy jesienią 1954 roku, Kępę włączono do nowo utworzonej gromady Białobrzegi, gdzie przetrwała do końca 1972 roku, czyli do kolejnej reformy gminnej.
1 stycznia 1973 weszła w skład nowo utworzonej gminę Białobrzegi w powiecie opoczyńskim w województwie kieleckim. W latach 1975–1977 należała administracyjnie do województwa piotrkowskiego.
1 lutego 1977, w związku ze zniesieniem gminy Białobrzegi, Kępę włączono do Tomaszowa Mazowieckiego.